# SN 2005fy
SN 2005fy – supernowa typu Ia odkryta 16 września 2005 roku w galaktyce A032021-0053. W momencie odkrycia miała maksymalną jasność 21,00m.